# Вільярментеро-де-Кампос
Вільярментеро-де-Кампос (ісп. Villarmentero de Campos) — муніципалітет в Іспанії, у складі автономної спільноти Кастилія-і-Леон, у провінції Паленсія. Населення — 11 осіб (2010).
Муніципалітет розташований на відстані близько 220 км на північ від Мадрида, 31 км на північ від Паленсії.

## Демографія
Динаміка населення (INE ):

## Галерея зображень

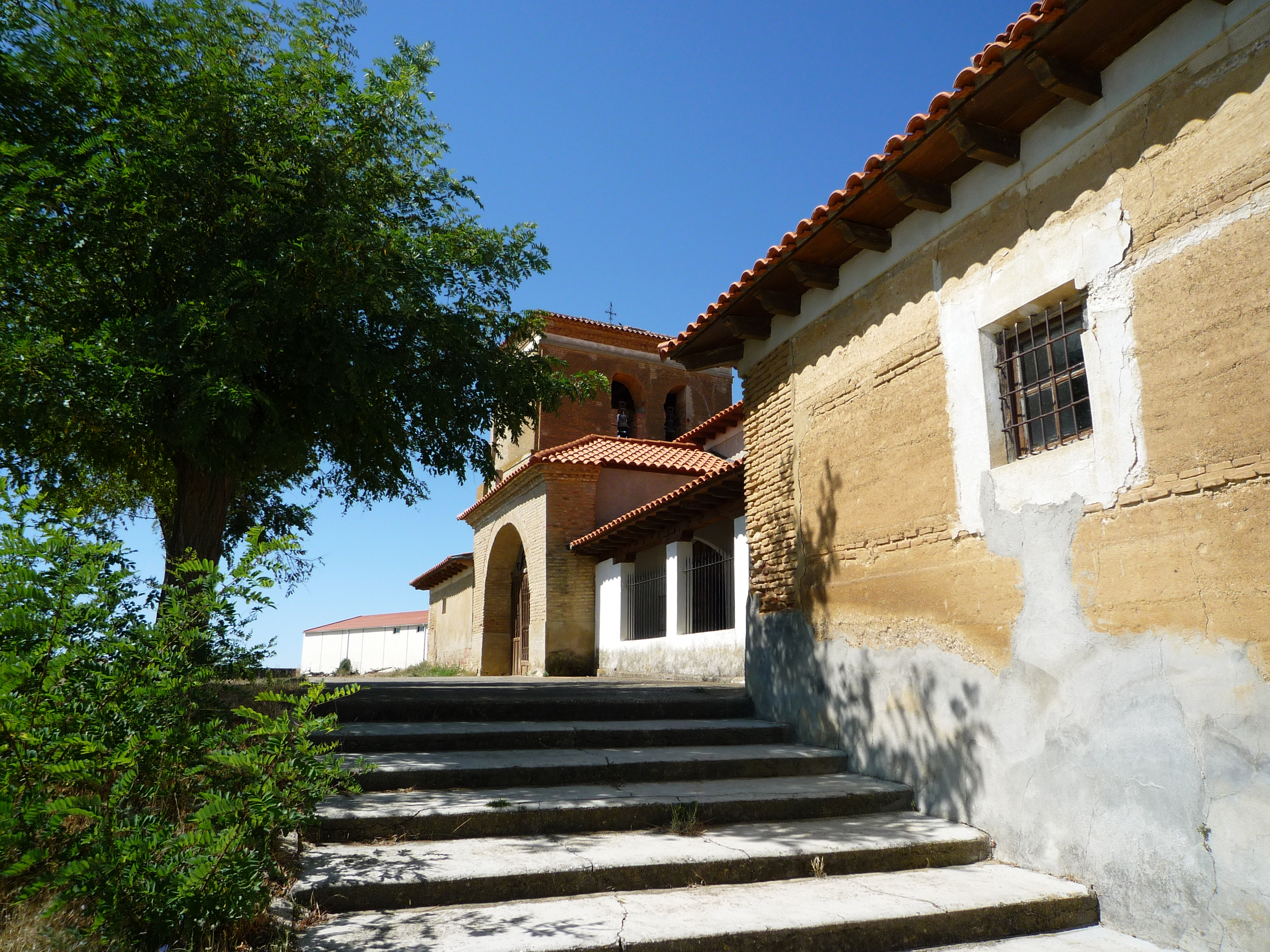
Церква Сан-Мартін у Вільярментеро